# Ilsemannite
L'ilsemannite è un solfato idrato del molibdeno, di colore nero, blu, blu scuro.
Il suo nome deriva da quello di Johann Christoph Ilsemann (1727-1822).

## Abito cristallino
Amorfo.

## Origine e giacitura
In origine si riteneva fosse il prodotto dell'alterazione della wulfenite.. Ulteriori ipotesi considerano l'ilsemannite prodotto dell'alterazione della molibdenite, ma data la scarsa presenza dell'ilselmannite nei giacimenti di  molibdenite e l'associazione stretta rilevata in alcuni campioni, si ritiene che derivi dall'alterazione del solfato amorfo di molibdeno: la jordisite.

## Forma in cui si presenta in natura
Si rinviene all'interno delle fratture di massicci andesitici, frequentemente associata al cinabro e alla stilbite. Risulta solubile in acqua, generando una soluzione blu scuro, che, sottoposta ad evaporazione, produce cristalli blu notte.
Si presenta come incrostazioni sottili su rocce fratturate o come riempimento di fratture e cavità.
Nei suoli acidi, l'ilsemannite, è la fase solida stabile del molibdeno.